# 黃秉湘
黃秉湘（?—?），四川省重慶府永川縣人，清朝政治人物、進士出身。

## 生平
光緒二十年（1894年），参加光緒甲午科殿試，登進士二甲35名。同年五月，改翰林院庶吉士。光緒二十一年四月，散館，著以知县即用。